# Laurence Olivier Award
Laurence Olivier Award (lub Olivier Award) – doroczna nagroda przyznawana przez Society of London Theatre (Zrzeszenie teatrów londyńskich) dla przedstawień teatralnych wystawianych w Londynie, przede wszystkim na West Endzie. Nagroda jest uznawana za najbardziej znaczące brytyjskie wyróżnienie teatralne, jest odpowiednikiem broadwayowskiej Tony Award.

## Historia
Nagrody zostały przyznane po raz pierwszy w roku 1976 jako The Society of West End Theatre Awards. W roku 1984 wybitny brytyjski aktor Laurence Olivier wyraził zgodę na nazwanie nagrody jego imieniem, od tej chwili nagrody są określane oficjalnie jako Laurence Olivier Awards - potocznie Larries. Nagrody są zarządzane i finansowane z budżetu Society of London Theatre (SOLT)

## Wybór
O nagrodę może ubiegać się każda londyńska produkcja teatralna, która:
- miała premierę pomiędzy 16 lutego a 15 lutego następnego roku
- w teatrze zrzeszonym lub afiliowanym przy SOLT
- miała co najmniej 30 przedstawień

Nagrody są przyznawane przez cztery panele:
- teatralny
- baletowy
- taneczny
- afiliowani

Nominacje w kategoriach teatralnych zgłaszają pocztą anonimowo wszyscy członkowie Society of London Theatre. W kategoriach operowych, tanecznych i teatrów afiliowanych nominacje są zgłaszane wyłącznie przez członków odpowiedniego panelu w drodze tajnego głosowania.
Większość nagród Oliviera jest przyznawana w kategoriach teatralnych (dramaty oraz musicale).  Są one głosowane w panelu teatralnym, który składa się z: pięciu anonimowych specjalistów z branży, oraz ośmiu reprezentantów publiczności, z czego czterech głosuje w kategoriach dramatu, a pozostałych czterech - musicalu. Panele: operowy, taneczny oraz teatrów zrzeszonych składają się z 3 profesjonalistów z odpowiedniej kategorii oraz dwóch reprezentantów publiczności.
Panel afiliowanych osądza produkcje członków afiliowanych przy SOLT.  W tej kategorii znajdują się mniejsze teatry bez pełnego członkostwa, jak: Lyric Hammersmith, Hampstead Theatre, Old Vic, Young Vic oraz Royal Court Theatre.

## Kategorie

### Dramat
- Laurence Olivier Award for Best New Play – dla najlepszej oryginalnej sztuki dramatycznej
- Laurence Olivier Award for Best New Comedy – dla najlepszej oryginalnej komedii
- Laurence Olivier Award for Best Revival - dla najlepszego wznowienia sztuki
- Laurence Olivier Award for Best Actor - dla najlepszego aktora
- Laurence Olivier Award for Best Actress - dla najlepszej aktorki
- Laurence Olivier Award for Best Performance in a Supporting Role - dla najlepszego odtwórcy roli drugoplanowej
- Laurence Olivier Award for Best Newcomer in a Play - dla najlepszego debiutanta w sztuce

### Musical
- Laurence Olivier Award for Best New Musical - dla najlepszego oryginalnego musicalu
- Laurence Olivier Award for Best Musical Revival - dla najlepszego wznowienia musicalu
- Laurence Olivier Award for Best Actor in a Musical - dla najlepszego aktora w musicalu
- Laurence Olivier Award for Best Actress in a Musical - dla najlepszej aktorki w musicalu
- Laurence Olivier Award for Best Performance in a Supporting Role in a Musical  - dla najlepszego odtwórcy roli drugoplanowej w musicalu

### Produkcja
- Laurence Olivier Award for Best Director - dla najlepszego reżysera
- Laurence Olivier Award for Best Theatre Choreographer - dla najlepszego choreografa
- Laurence Olivier Award for Best Set Design - za najlepszą scenografię
- Laurence Olivier Award for Best Lighting Design - za najlepsze oświetlenie
- Laurence Olivier Award for Best Sound Design - za najlepszy dźwięk

### Balet i opera
- Laurence Olivier Award for Best New Dance Production - na najlepszą produkcję baletową
- Laurence Olivier Award for Outstanding Achievement in Dance - za wyjątkowe osiągnięcia w balecie
- Laurence Olivier Award for Best New Opera Production - za nową produkcję operową
- Laurence Olivier Award for Outstanding Achievement in Opera  - za wyjątkowe osiągnięcia w operze

### Inne
- Laurence Olivier Award for Outstanding Achievement in an Affiliate Theatre - za wyjątkowe osiągnięcia w teatrach afiliowanych
- Society of London Theatre Special Award - nagroda specjalna
- Audience Award for Most Popular Show - nagroda publiczności
- Laurence Olivier Award for Most Promising Performer - dla najbardziej obiecującego wykonawcy
- Best Company Performance - najlepszy występ zespołowy

## Fakty

### Sztuki
- najwięcej nagród jednorazowo (siedem) otrzymał w 2012 musical Matilda the Musical[2]
- w kategorii dramatu siedem nagród zdobyła w 2012 sztuka The Curious Incident of the Dog in the Night-Time.
- Nicholas Nickleby (w 1980) zdobył sześć nagród. Guys and Dolls (w 1982), Sunday in the Park with George (w 2007) oraz She Loves Me (w 1995) zdobyły po 5 nagród[2].
- najwięcej nominacji (po dziesięć) miały spektakle Matilda the Musical (w 2012) i Hairspray (w 2008)
- musicale Spamalot (w 2006) i Love Never Dies (w 2011) miały po siedem nominacji nie zdobywając żadnej nagrody.

### Osoby
- trzy osoby otrzymało po siedem nagród[2]. Są to:
  - aktorka Judi Dench
  - scenograf William Dudley
  - kompozytor oraz producent Andrew Lloyd Webber[4]
- sześć nagród zdobyli: Ian McKellen, Alan Bennett, Richard Eyre i Stephen Sondheim.
- za osiągnięcia zarówno w dramacie jak i musicalu nagrody otrzymali: Simon Russell Beale, Jonathan Pryce, Henry Goodman, Imelda Staunton, Sheridan Smith, Janie Dee oraz Judi Dench (która jako jedyna została uhonorowana w tym samym roku -1996)